# Michele Giuttari
Michele Giuttari (Novara di Sicilia, 1º settembre 1950) è uno scrittore e poliziotto italiano.

## Biografia
Impegnato inizialmente nella Squadra Mobile di Reggio Calabria, ha successivamente diretto la Squadra Mobile di Cosenza prima di prestare servizio presso la DIA a Napoli e a Firenze. Dopo aver svolto nel 1993 le indagini sugli attentati di Mafia verificatisi a Firenze, dal 1995 al 2003 è stato capo della Squadra Mobile di Firenze, ricoprendo un ruolo determinante nelle indagini che hanno portato alle condanne dei Compagni di merende nella vicenda del Mostro di Firenze. Dal 2003 in poi è stato a capo di un pool investigativo denominato Gides (Gruppo Investigativo Delitti Seriali) in azione in Italia, alla ricerca dei possibili mandanti dei delitti del Mostro di Firenze.
Nel 2006 ha subito, assieme al Pubblico Ministero di Perugia Giuliano Mignini, una denuncia per calunnia nell'ambito delle indagini sui mandanti del Mostro di Firenze. Nel 2008 è stato rinviato a giudizio per abuso d'ufficio in relazione alla denuncia del 2006. Il 22 gennaio 2010 viene assolto con formula piena perché il fatto non sussiste, assieme a Mignini, in relazione all'accusa iniziale e più importante di avere svolto indagini "parallele"  e condannato, assieme a Mignini, a un anno e sei mesi con l'accusa di abuso d'ufficio in concorso in un'inchiesta collegata alle indagini perugine legate alla vicenda del Mostro di Firenze.. Avverso la condanna sia Giuttari che Mignini hanno interposto appello e il secondo dei due ha contestato nel merito l'accusa, evidenziando, sin dalla fase delle indagini, l'incompetenza funzionale dell'Autorità giudiziaria di Firenze per il coinvolgimento nella vicenda, a vario titolo, di magistrati fiorentini; ha inoltre eccepito la nullità della sentenza di condanna per difetto di contestazione, cioè perché il Tribunale ha pronunciato la condanna senza tener conto delle precise contestazioni. In seguito all'appello degli imputati Giuttari e Mignini, la Corte d'Appello di Firenze il 22 novembre 2011 ha dichiarato l'incompetenza funzionale del Tribunale di Firenze e la nullità della sentenza, dando competenza al Tribunale di Torino. Ciò perché vi erano coinvolti, come ipotetici danneggiati, magistrati della stessa Procura di Firenze, in violazione delle norme processuali sulla competenza nei procedimenti penali concernenti magistrati (art. 11 c.p.p.).Giuttari ha ricoperto, dopo la fine delle indagini collegate, il ruolo di dirigente presso l'Ufficio centrale ispettivo ministeriale, organo dirigente della polizia di stato.
Dopo il pensionamento, Giuttari si è dedicato all'attività di scrittore ed ha iniziato una lunga serie di interventi televisivi di commento degli episodi criminosi di attualità. A proposito dei suoi romanzi afferma: «Non ho dovuto cercare lontano. Parlo sostanzialmente di me stesso».

## Opere
- Michele Giuttari e Carlo Lucarelli, Compagni di sangue, 1ª ed., Firenze, Le Lettere, 1998, ISBN 978-88-716-6405-7. (seconda edizione  Michele Giuttari e Carlo Lucarelli, Compagni di sangue, 2ª ed., Milano, BUR, 1999, ISBN 978-88-172-5858-6.).
- Assassini a Firenze, supplemento a Panorama, Milano, Arnoldo Mondadori Editore, 2001.
- Scarabeo, Collana Varia, Milano, Rizzoli, 2004, ISBN 978-88-170-0082-6.
- La loggia degli innocenti, Collana La Scala, Milano, Rizzoli, 2005, ISBN 978-88-170-0577-7.
- Il Mostro. Anatomia di un'indagine, Collana Scala italiani, Milano, Rizzoli, 2006, ISBN 978-88-170-0979-9.
- Il basilisco, Milano, Rizzoli, 2007, ISBN 978-88-170-1755-8.
- La donna della 'ndrangheta, Milano, Rizzoli, 2009, ISBN 978-88-170-3227-8.
- L'investigazione, Collana Miscellanea, Plus, 2010, ISBN 978-88-849-2671-5.
- Le rose nere di Firenze, Milano, Rizzoli, 2010, ISBN 978-88-170-4557-5.
- I sogni cattivi di Firenze, Milano, Rizzoli, 2012, ISBN 978-88-170-5598-7.
- Il cuore oscuro di Firenze, Milano, Rizzoli, 2013, ISBN 978-88-170-6860-4.
- Confesso che ho indagato, Milano, Rizzoli, 2015, ISBN 978-88-170-7922-8.
- Sangue sul Chianti, Genova, Fratelli Frilli, 2021, ISBN 978-88-6943-547-8.
- I mostri di Firenze e il patto segreto, Perugia, Morlacchi, 2022, ISBN 978-88-9392-369-9.

## Premi
Nel 2008 il romanzo noir Il basilisco si è aggiudicato il Premio Camaiore per la letteratura gialla.